# Jan Magnussen
Jan Ellegaard Magnussen (Roskilde, 4 juli 1973) is een Deens autocoureur die in de jaren 90 actief was in de Formule 1.
Jan Magnussen reed voor het team van McLaren en Stewart. Hij werd bij Stewart midden in het seizoen 1998 vervangen door Jos Verstappen. Hij reed in 24 Formule 1-races, zijn debuut makend bij McLaren in de Pacific Grand Prix op het circuit van Aida op 22 oktober 1995. Hij viel in voor Mika Häkkinen, die een blindedarmoperatie ondergaan had.
Het jaar er op racete hij in de CART-series. In 1997 en 1998 reed hij in de Formule 1 voor Stewart. Hij scoorde in die twee seizoenen slechts één punt, tijdens de Canadese Grand Prix, tevens zijn laatste race in de Formule 1.
Daarna hield hij zich bezig met CART en de American Le Mans Series (ALMS), rijdend voor onder meer Panoz. Daarnaast was en is hij actief in verschillende touringcar kampioenschappen. Hij won in Le Mans in 2004 in de GTS-klasse en zowel in 2005 als 2006 in de GT1-klasse.
Magnussens zoon Kevin Magnussen maakte in 2014 zijn F1-debuut.